# Rüdiger Steinmetz
Rüdiger Steinmetz (* 1952) ist ein deutscher Medienwissenschaftler, Publizist und Professor. Von 1992 bis zu seiner Emeritierung Ende März 2018 leitete er den Lehrstuhl für Medienwissenschaft und Medienkultur am Institut für Kommunikations- und Medienwissenschaft an der Universität Leipzig. Gemeinsam mit Bernd Schorb und Hartmut Warkus war er 1995 einer der Gründungsdirektoren von mephisto 97.6, des ersten Lokalradios einer Hochschule.

## Leben
Steinmetz studierte von 1972 bis 1977 an der Georg-August-Universität Göttingen Kommunikationswissenschaft, Politikwissenschaft und Germanistik. Praktische Erfahrung sammelte er anschließend als Volontär und Redakteur bei der Braunschweiger Zeitung. Anschließend promovierte Rüdiger Steinmetz 1983 an der Ludwig-Maximilians-Universität München und reichte an der Philipps-Universität Marburg neun Jahre später seine Habilitation ein. Außerdem war er von 1979 bis 1992 wissenschaftlicher Assistent an der Hochschule für Fernsehen und Film München. 1992 erhielt er den Ruf an die Universität Leipzig für den Lehrstuhl Medienwissenschaft und Medienkultur und half bei dem Aufbau des Instituts für Kommunikations- und Medienwissenschaft. Steinmetz ist Mitglied des wissenschaftlichen Beirats des Hauses des Dokumentarfilms in Stuttgart, des wissenschaftlichen Beirats UNICATO (studentisches Filmmagazin des MDR) und des Medienrates der Sächsischen Landesmedienanstalt.
Steinmetz ist verheiratet, hat zwei Kinder und lebt in Leipzig.

## Schriften
- Von der Flimmerkiste zum IP-TV? Umbrüche und Zukunftsperspektiven des Mediums Fernsehen. Meidenbauer, München 2012, ISBN 978-3-89975-277-9.
- (Hrsg.): Das digitale Dispositif Cinéma. Untersuchungen zur Veränderung des Kinos. Leipziger Univ.-Verlag, Leipzig 2011, ISBN 978-3-86583-560-4.
- Filme sehen lernen 1: Grundlagen. Zweitausendeins, Frankfurt a. M. 2006 ff., ISBN 978-3-86150-637-9 (DVD mit Begleitbuch).
- Filme sehen lernen 2: Licht, Farbe, Sound. Zweitausendeins, Frankfurt a. M. 2008, ISBN 978-3-86150-859-5 (2 DVDs mit Begleitbuch).
- Filme sehen lernen 3: Filmmusik. Zweitausendeins, Leipzig 2011, ISBN 978-3-86150-968-4 (2 DVDs mit Begleitbuch).
- Das Leipziger Dokfilm-Festival und sein Publikum II. Eine Nachfolge-Studie 2006 zu Image, Akzeptanz und Resonanz. Leipziger Univ.-Verlag, Leipzig 2007, ISBN 978-3-86583-219-1.
- (Hrsg.): Deutsches Fernsehen Ost. Eine Programmgeschichte des DDR-Fernsehens. Verlag für Berlin-Brandenburg, Berlin 2008, ISBN 978-3-86650-488-2.
- Rundfunk in Ostdeutschland: Erinnerungen – Analysen – Meinungen. UVK-Verl.-Ges., Konstanz 2003, ISBN 3-89669-418-9.
- Dokumentarfilm zwischen Beweis und Pamphlet: Heynowski & Scheumann und Gruppe Katins. Leipziger Univ.-Verlag, Leipzig 2002, ISBN 3-936522-46-4.
- Dialog mit einem Mythos. Ästhetische und politische Entwicklungen des Leipziger Dokumentarfilm-Festivals in vier Jahrzehnten. Leipziger Univ.-Verlag, Leipzig 1998, ISBN 3-933240-38-7.
- Freies Fernsehen. Das erste privat-kommerzielle Fernsehprogramm in Deutschland. UVK Medien, Konstanz 1996, ISBN 3-89669-152-X.
- Rundfunk in Deutschland. Entwicklungen und Standpunkte. Ölschläger, München 1988, ISBN 3-88295-129-X.

Herausgeber
- Herausgeber der Reihe Media Studien im Leipziger Universitätsverlag
- ehemals Mit-Herausgeber der Reihe Film Funk Fernsehen – praktisch in der TR-Verlagsunion, München